# Зегнер, Иоганн Андреас фон
Иога́нн Андре́ас фон Зе́гнер, или Я́нош А́ндраш Се́гнер (нем. Johann Andreas von Segner, венг. János András Segner, словац. Ján Andrej Segner; 9 октября 1704, Братислава — 5 октября 1777, Галле) — немецкий механик, математик и медик. Член Лондонского королевского общества (1739), Берлинской АН (1747), почётный член Петербургской АН (1754).

## Биография
Родился в Прессбурге (ныне Братиславе) в семье выходцев из Штирии. Дом, где родился Зегнер, сохранился до сих пор — это так называемая «Зегнерова курия», расположенная по адресу Михальска, 7.
С 1714 г. учился в гимназии, где показал свой талант к точным наукам. В 1725 году начал изучать медицину в Йенском университете, который окончил в 1729 г. Работал врачом в Прессбурге и Дебрецене. В 1732 г. вернулся в Йену, где начал свою работу в университете (с 1733 г. — профессор). С 1735 года работал профессором в Гёттингенском университете, с 1755 года — в Университете Галле, где соорудил астрономическую обсерваторию.
Работы Зегнера относятся к различным областям математики, физики и техники. Ввёл в 1755 г. (в исследовании, посвящённом конструкции примитивного гирогоризонта) понятие о главных осях инерции абсолютно твёрдого тела; так называются три координатные оси, относительно которых центробежные моменты инерции тела равны нулю (независимо от Сегнера главные оси инерции были открыты Эйлером, но на три года позже — в 1758 г.).
В математике доказал правило Декарта о числе положительных и отрицательных корней алгебраического уравнения, предложил графический способ решения алгебраических уравнений высокого порядка. Написал «Введение в анализ бесконечно малых» (1748 г.), «Курс математики» (1756 г.). В математической логике развивал идеи Г. В. Лейбница о важности символики для формализации логических умозаключений.
Изобрёл (1750 г.) одну из первых в мире реактивных гидравлических турбин (сегнерово колесо). Разработал теорию капиллярности.
Был почётным профессором Берлинского, Гёттингенского, Лондонского и Санкт-Петербургского университетов.
Среди его учеников Иоганн Петер Эберхард.

## Память
В 1935 г. Международный астрономический союз присвоил имя Иоганна Зегнера кратеру на видимой стороне Луны.